# ペルビス・エストゥピニャン
ペルビス・エストゥピニャン（Pervis Estupiñán, 1998年1月21日 - ）は、エクアドル・エスメラルダス出身のプロサッカー選手。セリエA・ACミラン所属。エクアドル代表。ポジションはディフェンダー（サイドバック）。

## 経歴

### クラブ
2011年にLDUキトの下部組織に入団。2015年に17歳でトップチームに昇格し、2月1日のCDエル・ナシオナル戦でプロデビュー。以降10代ながら先発に定着。
2016年7月29日、イングランドのワトフォードに移籍。契約期間は「長期」と報じられた。イギリスの労働許可証の問題もあり、すぐにスペインのグラナダにローン移籍し、主にBチームで経験を積んだ。2017年4月5日、デポルティーボ・ラ・コルーニャ戦でラ・リーガ初出場。
2017年7月17日、セグンダ・ディビシオンのアルメリアに1シーズンのローン移籍。
2018年8月9日、マジョルカにローン移籍。リーグを5位で終えたマジョルカはプレイオフを制し、ラ・リーガに昇格した。
2019年7月3日、前シーズンのセグンダ・ディビシオンで優勝したオサスナに2シーズンのローン移籍となった。
2020年9月16日、7年契約でビジャレアルに完全移籍。2020-21シーズン、ビジャレアルはUEFAヨーロッパリーグで初優勝し、自身は4試合に出場し1アシストを記録した。
2022年8月16日、再びイングランドに渡り、ブライトン・アンド・ホーヴ・アルビオンに5年契約で完全移籍。移籍金は1,490万ポンドと報じられた。8月21日、リーグ第3節のウェストハム・ユナイテッド戦に先発し、プレミアリーグ初出場。2023年1月21日、25歳の誕生日に迎えた第21節のレスター・シティ戦では、三笘薫とエヴァン・ファーガソンのゴールをアシストし、アウェイでの勝ち点1獲得に貢献。5月14日、第36節のアーセナル戦では先制点をアシスト、さらに試合終了間際には自身のプレミアリーグ初ゴールを挙げた。
2025年7月24日、イタリアのミランに5年契約で完全移籍。移籍金はアドオンを含めて2,000万ユーロと報じられている。

### 代表
2015年にチリで開催されたFIFA U-17ワールドカップにエクアドル代表のメンバーに選出され、エクアドルの全5試合にフル出場し、サイドバックながら2ゴール2アシストを記録した。2017年1月の南米ユース選手権では、全9試合に出場し、4ゴール1アシストを記録し、チームの準優勝に貢献。5月に韓国で開催されたFIFA U-20ワールドカップでは、ESPNが選ぶ「U20W杯の注目10選手」として注目された。2019年10月13日、アルゼンチンとの親善試合でA代表初出場。2021年のコパ・アメリカでは、準々決勝でアルゼンチンに敗退したが、ディフェンダーとして最も多くのチャンスメイクに関与し、個人として大会ベストイレヴンに選出された。
2022年11月、FIFAワールドカップに臨むメンバーに選出され、グループステージの全3試合にフル出場した。

## 個人成績

### クラブ
| 国内大会個人成績 | 国内大会個人成績 | 国内大会個人成績 | 国内大会個人成績 | 国内大会個人成績 | 国内大会個人成績 | 国内大会個人成績                | 国内大会個人成績 | 国内大会個人成績 | 国内大会個人成績 | 国内大会個人成績 | 国内大会個人成績 |
| 年度             | クラブ           | 背番号           | リーグ           | リーグ戦         | リーグ戦         | リーグ杯                        | リーグ杯         | オープン杯       | オープン杯       | 期間通算         | 期間通算         |
| 年度             | クラブ           | 背番号           | リーグ           | 出場             | 得点             | 出場                            | 得点             | 出場             | 得点             | 出場             | 得点             |
| エクアドル       | エクアドル       | エクアドル       | エクアドル       | リーグ戦         | リーグ戦         | リーグ杯                        | リーグ杯         | オープン杯       | オープン杯       | 期間通算         | 期間通算         |
| ---------------- | ---------------- | ---------------- | ---------------- | ---------------- | ---------------- | ------------------------------- | ---------------- | ---------------- | ---------------- | ---------------- | ---------------- |
| 2015             | LDUキト          | 54               | セリエA          | 32               | 0                | -                               | -                | -                | -                | 32               | 0                |
| 2016             | LDUキト          | 24               | セリエA          | 8                | 0                | -                               | -                | -                | -                | 8                | 0                |
| スペイン         | スペイン         | スペイン         | スペイン         | リーグ戦         | リーグ戦         | 国王杯                          | 国王杯           | オープン杯       | オープン杯       | 期間通算         | 期間通算         |
| 2016-17          | グラナダ         | 35               | ラ・リーガ       | 2                | 0                | 0                               | 0                | -                | -                | 2                | 0                |
| 2017-18          | アルメリア       | 30               | セグンダ         | 26               | 0                | 1                               | 0                | -                | -                | 27               | 0                |
| 2018-19          | マジョルカ       | 30               | セグンダ         | 19               | 3                | 2                               | 0                | -                | -                | 21               | 3                |
| 2019-20          | オサスナ         | 30               | ラ・リーガ       | 36               | 1                | 3                               | 0                | -                | -                | 39               | 1                |
| 2020-21          | ビジャレアル     | 15               | ラ・リーガ       | 25               | 0                | 4                               | 0                | -                | -                | 29               | 0                |
| 2021-22          | ビジャレアル     | 12               | ラ・リーガ       | 28               | 0                | 2                               | 0                | -                | -                | 30               | 0                |
| イングランド     | イングランド     | イングランド     | イングランド     | リーグ戦         | リーグ戦         | FLカップ                        | FLカップ         | FAカップ         | FAカップ         | 期間通算         | 期間通算         |
| 2022-23          | ブライトン       | 30               | プレミアリーグ   | 35               | 1                | 2                               | 0                | 4                | 0                | 41               | 1                |
| 2023-24          | ブライトン       | 30               | プレミアリーグ   | 19               | 2                | 1                               | 0                | 3                | 1                | 23               | 3                |
| 2024-25          | ブライトン       | 30               | プレミアリーグ   | 30               | 1                | 3                               | 0                | 3                | 0                | 36               | 1                |
| イタリア         | イタリア         | イタリア         | イタリア         | リーグ戦         | リーグ戦         | イタリア杯                      | イタリア杯       | オープン杯       | オープン杯       | 期間通算         | 期間通算         |
| 2025-26          | ミラン           | 2                | セリエA          |                  |                  |                                 |                  | -                | -                |                  |                  |
| 通算             | エクアドル       | エクアドル       | セリエA          | 40               | 0                | -                               | -                | -                | -                | 40               | 0                |
| 通算             | スペイン         | スペイン         | ラ・リーガ       | 91               | 1                | 9                               | 0                | -                | -                | 100              | 1                |
| 通算             | スペイン         | スペイン         | セグンダ         | 45               | 3                | 3                               | 0                | -                | -                | 48               | 3                |
| 通算             | イングランド     | イングランド     | プレミアリーグ   | 84               | 4                | 6\|\|\|0\|\|10\|\|1\|\|100\|\|5 |                  |                  |                  |                  |                  |
| 通算             | イタリア         | イタリア         | セリエA          |                  |                  |                                 |                  | -                | -                |                  |                  |
| 総通算           | 総通算           | 総通算           | 総通算           | 260              | 8                | 18                              | 0                | 10               | 1                | 288              | 9                |

### 代表
| エクアドル代表 | 国際Aマッチ | 国際Aマッチ |
| 年             | 出場        | 得点        |
| -------------- | ----------- | ----------- |
| 2019           | 1           | 0           |
| 2020           | 4           | 1           |
| 2021           | 14          | 1           |
| 2022           | 12          | 1           |
| 2023           | 6           | 1           |
| 2024           | 7           | 0           |
| 2025           | 4           | 0           |
| 通算           | 48          | 4           |

#### ゴール
| #  | 年月日         | 開催地                                                | 対戦国         | 勝敗 | 試合概要                          |
| -- | -------------- | ----------------------------------------------------- | -------------- | ---- | --------------------------------- |
| 1. | 2020年11月17日 | エスタディオ・ロドリゴ・パス・デルガド（ エクアドル） | コロンビア     | ○6-1 | 2022 FIFAワールドカップ・南米予選 |
| 2. | 2021年11月17日 | エスタディオ・サン・カルロス・デ・アポキンド（ チリ） | チリ           | ○2-0 | 2022 FIFAワールドカップ・南米予選 |
| 3. | 2022年6月3日   | レッドブル・アリーナ（ アメリカ合衆国）               | ナイジェリア   | ○1-0 | 親善試合                          |
| 4. | 2023年3月28日  | ドックランズ・スタジアム（ オーストラリア）           | オーストラリア | ○2-1 | 親善試合                          |

## タイトル

### クラブ
ビジャレアル
- UEFAヨーロッパリーグ（2020-21）[9]

### 個人
- コパ・アメリカ ベストイレヴン（2021）[23]